# Tormenti di un ambasciatore. L'anno conclusivo di Washington 1954
Tormenti di un ambasciatore - L'anno conclusivo a Washington, 1954 è un'opera di Alberto Tarchiani

## Trama
Questa cronaca quotidiana dell'ultimo anno di permanenza a Washington di Alberto Tarchiani è documento utile per comprendere alcuni fondamentali passaggi della politica internazionale di quel periodo, caratterizzata dalla divisione in due blocchi contrapposti, e per i vividi ritratti di personalità politiche italiane e straniere. La Comunità Europea di Difesa (CED), la guerra in Indocina, la conclusione della vicenda di Trieste e il Patto Balcanico sono i principali temi che impegnano le diplomazie mondiali nel 1954. L'amministrazione repubblicana di Dwight D. Eisenhower opera nel crescente clima di tensione della guerra fredda, con problematiche per molti aspetti nuove e Tarchiani, pur ben riconoscendo i limiti di incertezza e scarsa capacità di seguire una linea coerente dell'azione statunitense, non ha alcuna esitazione nell'individuare in una stabile alleanza tra Roma e Washington l'unica possibilità per l'Italia di avere un ruolo internazionale e nel mondo occidentale, che ha come primaria preoccupazione il contenimento dell'influenza e dell'espansionismo sovietico.
Tarchiani ha ben chiare le debolezze e le incoerenze dell'amministrazione Eisenhower, soprattutto per l'atteggiamento dei settori più conservatoridel partito repubblicano che, peraltro, determineranno la vittoria dei democratici alla Camera e al Senato nelle elezioni di metà mandato che si svolgeranno nel novembre di quell'anno, ma in modo altrettanto chiaro sa quale deve essere la collocazione dell'Italia in un mondo bipolare e quali sono le necessità per farla proseguire nello sviluppo economico che si sta consolidando. La sconfitta francese a Dien Bien Phu, in Indocina, costringe la Francia di Pierre Mendès-France a raggiungere a Ginevra, in luglio, un armistizio con i russo-cinesi che ha più il sapore di una resa, ma che è anche determinato dalle incertezze e divisioni sul come e sul se intervenire da parte degli americani e degli inglesi. Ginevra avrà due conseguenze. La prima, a breve termine, sarà la mancata ratifica da parte francese della CED, che Tarchiani, ma non solo lui, giudica un favore fatto all'URSS che, ovviamente, non vedeva favorevolmente la creazione di una forza di opposizione europea della quale facesse parte a pieno titolo la Germania dell'Ovest. Si pensi, ad esempio, che le truppe russe occupavano ancora l'Austria. In prospettiva, la seconda conseguenza si avrà con il successivo impegno americano in Vietnam.
Per quanto riguarda più direttamente l'Italia, il punto nodale restava la questione di Trieste e la definizione dei confini delle zone di occupazione A e B. Da Belgrado, Tito aveva buon gioco nel procrastinare ogni decisione dopo che il suo distacco dall'URSS lo aveva reso utile pedina per gli americani che, a ridosso dell'area di diretta influenza russa, patrocinavano la creazione di un Patto Balcanico composto da Jugoslavia, Grecia e Turchia. L'azione congiunta di USA e Inghilterra, ma soprattutto dei primi i cui aiuti economici erano indispensabili alla Jugoslavia, la questione triestina si chiude in modo «onorevole» - così lo definisce Tarchiani  - dopo nove anni di estenuanti trattative. Il 5 ottobre viene dato l'annuncio ufficiale e Trieste ritorna a pieno titolo ad essere italiana.
Nel suo ultimo viaggio in Italia come ambasciatore, tra novembre e dicembre, Tarchiani incontra i maggiori esponenti politici e istituzionali e dai sintetici resoconti traspare come la maggiore preoccupazione di politica interna fosse l'atteggiamento del partito comunista e la possibilità di una sua presa del potere. Ne parla lo stesso Presidente della Repubblica, Luigi Einaudi, ed è di fatto il tema centrale di tutti gli incontri. Curioso quanto riferisce di Giuseppe Saragat, vice presidente del Consiglio, che giudica Pietro Nenni, leader del PSI, più pericoloso dello stesso Palmiro Togliatti ed esprime la convinzione che il caso Wilma Montesi, che aveva occupato le cronache dell'anno prima vedendo coinvolto Piero Piccioni, il figlio dell'allora vicepresidente del Consiglio, una montatura dei comunisti con la complicità di una “cellula” della magistratura (pag. 310 - Giovedì, 21 ottobre). Tarchiani ha un lungo colloquio anche con monsignor Giovan Battista Montini, futuro Paolo VI, che di lì a pochi giorni lascerà la Segreteria di Stato Vaticana per essere stato nominato arcivescovo di Milano. Per raggiunti limiti di età, Alberto Tarchiani, lascerà il suo incarico a Washington alla fine dell'anno per rientrare definitivamente in Italia. Al suo posto come ambasciatore viene nominato Manlio Brosio.

## Edizioni
- Alberto Tarchiani, Tormenti di un ambasciatore - L'anno conclusivo di Washington, 1954, collana Collana di studi diplomatici Storia, memorie, saggi, Rubbettino editore, 2006,  p. 364, ISBN 88-498-0981-6.